# Maraudage (syndicalisme)
Pour les articles homonymes, voir Maraudage.
En droit du travail au Québec, le maraudage désigne l'action d'un syndicat qui tente de ravir à une autre organisation syndicale le droit de représenter les travailleurs d'une entreprise donnée. 

## Contexte québécois
Au Québec, le Code du travail prévoit une période de maraudage entre le 90e et le 60e jour qui précède l'expiration de la convention collective. Si la convention collective a une durée de plus de 3 ans et de moins de 6 ans, la période de maraudage a lieu entre le 180e et le 150e jour précédant l’expiration de la convention collective. 
Pour le cas des conventions collectives très longues de six ans et plus, une période de maraudage est possible du 180e au 150e jour précédant les 6e, 8e et 10e anniversaires, et tous les deux ans suivant  la signature ou le renouvellement de la convention collective, sauf si cette période prend fin à 12 mois ou avant le 180e jour précédant la date d’expiration ou de renouvellement de la convention collective.
Une autre possibilité de maraudage légal survient lorsqu'un syndicat représente les travailleurs depuis 12 mois et qu'aucune convention n'a été conclue et qu'aucune grève, lock out ou arbitrage n'est en cours. Cette situation est aussi possible lorsqu'une convention est échue depuis plus de 9 mois et qu'aucune grève, lock-out ou arbitrage n'est en cours.
Aussi, si une convention collective n’est pas déposée au ministère du Travail en deux copies originales ou certifiées conformes à l’original par le syndicat dans les soixante jours suivant sa ratification par les parties patronale et syndicale, cela permet une période de maraudage pour l’unité d'accréditation visée. 
Pendant cette période, un autre syndicat peut demander de représenter les travailleurs ou encore un groupe de travailleurs ou l'employeur demander la révocation du syndicat s'il y a raison de croire que le syndicat n'est plus représentatif ou que la volonté des travailleurs d'être syndiqué n'est plus.
Lorsqu’un syndicat en remplace un autre à la suite d'un maraudage et d’une requête en accréditation visant les travailleurs et que ceux-ci sont déjà couverts par une convention collective, l’application de la convention collective signée par le syndicat précédent continue à avoir force de loi à moins que le nouveau syndicat décide d’y mettre fin et de commencer une nouvelle phase de négociation.

### Industrie de la construction
La période de maraudage dans l'industrie de la construction est fixée aux quatre ans. Une période de maraudage de ce secteur a lieu à compter du 1er mai 2016 et aboutira à un vote postal se déroulant en juin 2016. La dernière campagne de maraudage dans l'industrie de la construction a eu lieu en 2012 pour 173 580 travailleurs. Au 1er septembre 2012, la FTQ-Construction constituait le syndicat avec le plus d'adhérents, avec 43,9 % des ouvriers. Elle était suivie par le Conseil provincial du Québec des métiers de la construction (International) avec 24,4 %, la CSD-Construction à 12,7 %, le Syndicat québécois de la construction (SQC) à 10,5 % et la CSN-Construction à 8,5 %.